# 詹宇豪
詹宇豪（1981年10月3日—）是音樂團體南拳媽媽第一代成員之一，2012年與小麥、劉穎嶸組成團體「小宇宙」，同年與周杰倫一同在台北創立Secret Music品牌，並擔任該公司負責人，內容為鋼琴製造以及音樂、電影製作。熱衷於馬拉松，突破陳冠希的全馬紀錄，2018年全程馬拉松的紀錄為3小時09分24秒，有兩岸三地最速藝人之稱。2017年7月底和周杰倫，蕭敬騰在福建泉州石獅市開拍院線電影「靠譜兄弟」，預定2019年於中國上映。2018年12月大阪馬拉松將馬拉松最好成績推進為3小時05分50秒（晶片成績），直至今日仍為兩岸三地藝人最速全程馬拉松成績。2019、2020年與巨星集團合作在大陸地區成立崑山秘密音樂、北京秘密音樂，目前擔任公司執行長一職。並與上海「金寶貝」幼教公司合作開發「古典樂啟蒙課」，銷售成績也打破華人古典樂線上最速一天內銷售一千萬元人民幣之佳績。

## 音樂作品

### 南拳媽媽
- 2004年《南拳媽媽的夏天》
- 2005年《2號餐》
- 2006年《調色盤》
- 2007年《藏寶圖》
- 2008年《南搞小孩》
- 2009年《眼鏡寶貝》單曲
- 2010年《決鬥巴哈》

### 小宇宙
- 2012年《I Need You》

### 個人創作
| 發行年月份 | 歌名                | 創作部分 | 演唱歌手 | 所屬專輯             |
| ---------- | ------------------- | -------- | -------- | -------------------- |
| 2004年5月  | 香草把噗            | 曲       | 南拳媽媽 | 南拳媽媽的夏天       |
| 2004年5月  | 夜鐘                | 曲       | 南拳媽媽 | 南拳媽媽的夏天       |
| 2005年8月  | 破曉                | 曲       | 南拳媽媽 | 2號餐                |
| 2005年8月  | 消失                | 曲       | 南拳媽媽 | 2號餐                |
| 2005年8月  | 橘子汽水            | 曲       | 南拳媽媽 | 2號餐                |
| 2005年10月 | 靠近一點點          | 曲       | 南拳媽媽 | 惡作劇之吻電視原聲帶 |
| 2006年5月  | 初戀粉色系          | 曲       | 南拳媽媽 | 調色盤               |
| 2006年5月  | 花戀蝶              | 曲       | 南拳媽媽 | 調色盤               |
| 2006年5月  | Good bye, Good Luck | 詞曲     | 南拳媽媽 | 調色盤               |
| 2006年7月  | 闇奏                | 曲       | 南拳媽媽 | 調色盤               |
| 2006年5月  | 心型圈              | 曲       | 蔡依林   | 舞孃                 |
| 2007年7月  | 湘南海鷗            | 曲       | 南拳媽媽 | 藏寶圖               |
| 2007年7月  | 無暇                | 曲       | 南拳媽媽 | 藏寶圖               |
| 2007年7月  | 公主戀愛手冊        | 曲       | 南拳媽媽 | 藏寶圖               |
| 2007年7月  | 我們                | 曲       | 南拳媽媽 | 藏寶圖               |
| 2007年7月  | 時空列車            | 曲       | 南拳媽媽 | 藏寶圖               |
| 2008年7月  | 再見小時候          | 詞曲     | 南拳媽媽 | 南搞小孩             |
| 2008年11月 | 櫻花開了            | 曲       | 江語晨   | 晴天娃娃             |
| 2009年1月  | 眼鏡寶貝            | 曲       | 南拳媽媽 | 眼鏡寶貝（單曲）     |
| 2010年1月  | 熊貓人              | 曲       | 南拳媽媽 | 熊貓人電視原聲帶     |
| 2010年1月  | 愛情引力            | 曲       | 唐嫣     | 熊貓人電視原聲帶     |
| 2010年1月  | 最後一頁            | 曲       | 江語晨   | 熊貓人電視原聲帶     |
| 2010年7月  | 決鬥巴哈            | 詞曲     | 南拳媽媽 | 決鬥巴哈             |
| 2010年7月  | 宅男的夏天          | 曲       | 南拳媽媽 | 決鬥巴哈             |
| 2010年7月  | 愛你·離開你         | 曲       | 南拳媽媽 | 決鬥巴哈             |
| 2010年7月  | 再陪我看一次        | 曲       | 南拳媽媽 | 決鬥巴哈             |
| 2010年7月  | 趕快認錯            | 詞曲     | 南拳媽媽 | 決鬥巴哈             |
| 2010年7月  | 風雪梧桐            | 曲       | 南拳媽媽 | 決鬥巴哈             |
| 2010年7月  | 可苦可樂            | 詞曲     | 南拳媽媽 | 決鬥巴哈             |
| 2011年9月  | 偶爾哭一場          | 曲       | 鄔禎琳   | 琳俊傑               |
| 2011年9月  | 你是我的baby        | 曲       | 鄔禎琳   | 琳俊傑               |
| 2011年9月  | 夏天的秘密          | 曲       | 鄔禎琳   | 琳俊傑               |
| 2012年12月 | I Need You          | 曲       | 小宇宙   | I Need You           |
| 2012年12月 | 原諒我不能愛你      | 曲       | 小宇宙   | I Need You           |
| 2012年12月 | Forgive My Heart    | 曲       | 小宇宙   | I Need You           |
| 2012年12月 | 想看著你            | 曲       | 小宇宙   | I Need You           |
| 2012年12月 | I'm so Into You     | 曲       | 小宇宙   | I Need You           |
| 2012年12月 | Missed You          | 曲       | 小宇宙   | I Need You           |
| 2014年8月  | U N Me              | 曲       | Dears    | Dears                |
| 2023年8月  | 你的步頻            | 詞曲     | 南拳媽媽 | 你的步頻（單曲）     |

## 演出作品

### MV
- 2005年 周杰倫〈逆鱗〉
- 2005年 周杰倫〈麥芽糖〉
- 2006年 周杰倫〈夜的第七章〉
- 2006年 周杰倫〈大頭貼〉
- 2011年 鄔禎琳〈偶爾哭一場〉
- 2011年 鄔禎琳〈夏天的秘密〉
- 2015年 周杰倫〈聽爸爸的話〉
- 2016年 南拳媽媽〈東山再起〉

### 電視劇
- 2002年《星情花園》周杰倫篇 飾演-小詹
- 2010年 《熊貓人》飾演男主角-潘達/熊貓超人

### 電影
- 2007年《不能說的秘密》飾演-宇豪
- 2013年《天台》飾演-保齡球冠軍
- 2018年《靠譜兄弟》飾演-郝仁

### 微電影
- 2012年《秘密鋼琴》飾演男主角-小宇

## 主持
- 2006年 東風衛視台《娛樂在亞洲》
- 2010年 年代綜合台《週末瘋神榜》

## 外部連結
- 詹宇豪的Facebook專頁
- 詹宇豪的新浪微博
- 詹宇豪的Instagram帳戶
- 詹宇豪在香港影庫上的簡介
- YouTube上的Secret Music秘密音樂頻道